# 링컨 노틸러스
링컨 노틸러스는 링컨에서 판매하는 자동차이다.
노틸러스는 2018년 출시하였으며 MKX의 페이스리프트 모델로 출시하였다.
엔진은 포드의 V6 2.7리터 에코부스트 가솔린 터보 엔진을 사용했으며 333마력의 출력을 냈다.
차량의 전장은 4820mm로 싼타페, 쏘렌토와 경쟁한다.
2021년 페이스리프트 모델이 공개되었다. 국내에는 2022년 3월 17일 출시하였으며, 트림은 200A 셀렉트와 202A 리저브가 있다.
2023년 디트로이트 모터쇼에서 2세대 노틸러스를 공개했다. 중국 충칭에 있는 창안 포드 현지공장에서 생산하며, 대한민국은 2023년 11월 22일에 2세대 노틸러스를 출시했다. 북미 시장에는 2024년 1분기부터 판매한다. 250마력 2.0리터 가솔린 터보 엔진과 8단 자동변속기가 장착된다.